# やまぐちリフレッシュパーク
やまぐちリフレッシュパークは、山口県山口市大内長野にある、体育館を中心としたスポーツ・コンプレックス。

## 概要
山口市民の心身の健康増進及びスポーツの普及振興を図ることを目的に、山口市北部のスポーツリクレーションの拠点として山口市により1998年（平成10年）に整備された。大小2つのアリーナとトレーニング室を有する総合体育館、グラウンド、テニスコート、屋外プールから成る。
メインアリーナではバレーボール・バスケットボールの公式戦が行われる他、プロレス会場としても使用される。2011年の第66回国民体育大会（おいでませ！山口国体）ではバレーボール（成年男子）が行われた。
2007年度（平成19年度）から指定管理者制度を導入し、市内の造園業・多々良造園の指定管理部門「タタラスポーツ邑」が管理運営を行っている。

## 施設概要
出典は公式サイトの記述 に基づく。

### 総合体育館
メインアリーナ
広さは48 m×37 mでバスケットボール2面確保可能。936席の固定観客席を備え、有料イベントにも対応する。
サブアリーナ
広さは32.1 m×22.4 mでバスケットボール1面相当。観覧スペースがなく、練習場として使用される。
多目的室
会議や講習会に利用される。部屋の広さは13.5 m×5.2 m。机、椅子、ホワイトボード、演台が完備されている。
会議室
部屋の広さは6.7 m×6 m。
選手控室
選手やスタッフの控室。A室とB室の2つがあり、両方とも部屋の広さは5.1m×4.8 m。机や椅子が設置されている。
キッズルーム
未就学児専用の遊び場
トレーニングルーム
ランニングマシーン、フィットネスバイク、有酸素マシン等を使用できるトレーニングルーム。

### 屋外施設
グラウンド
90 m×130 m（ソフトボール2面相当）のクレー（土）グラウンド。
同じサイズのものが2箇所（第一グラウンド、第二グラウンド）ある。
テニスコート
クレイコート6面。
屋外プール（夏期のみ営業）
50 m×8コース・25 m×6コースの2種類の競泳プールと、180 m2の遊泳プールの計3種の屋外プール。
山口市内で唯一の屋外市民プールである。

## アクセス
- JR山口駅・防府駅から中国JRバス防長線で「大内中学校前」バス停下車、1.3 km（徒歩約17分）
- 中国自動車道山口ICから車で3分